# Mycomya maculata
Mycomya maculata is een muggensoort uit de familie van de paddenstoelmuggen (Mycetophilidae). De wetenschappelijke naam van de soort is voor het eerst geldig gepubliceerd in 1804 door Meigen. Volgens de Catalogue of Life bestaan er geen ondersoorten.

## Verspreiding
Het is bekend dat deze muggensoort voorkomt en zich voortplant in Zweden.